# Marian Gorzkowski (pisarz)

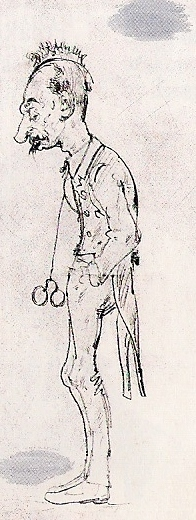
Karykatura Mariana Gorzkowskiego autorstwa Jana Matejki

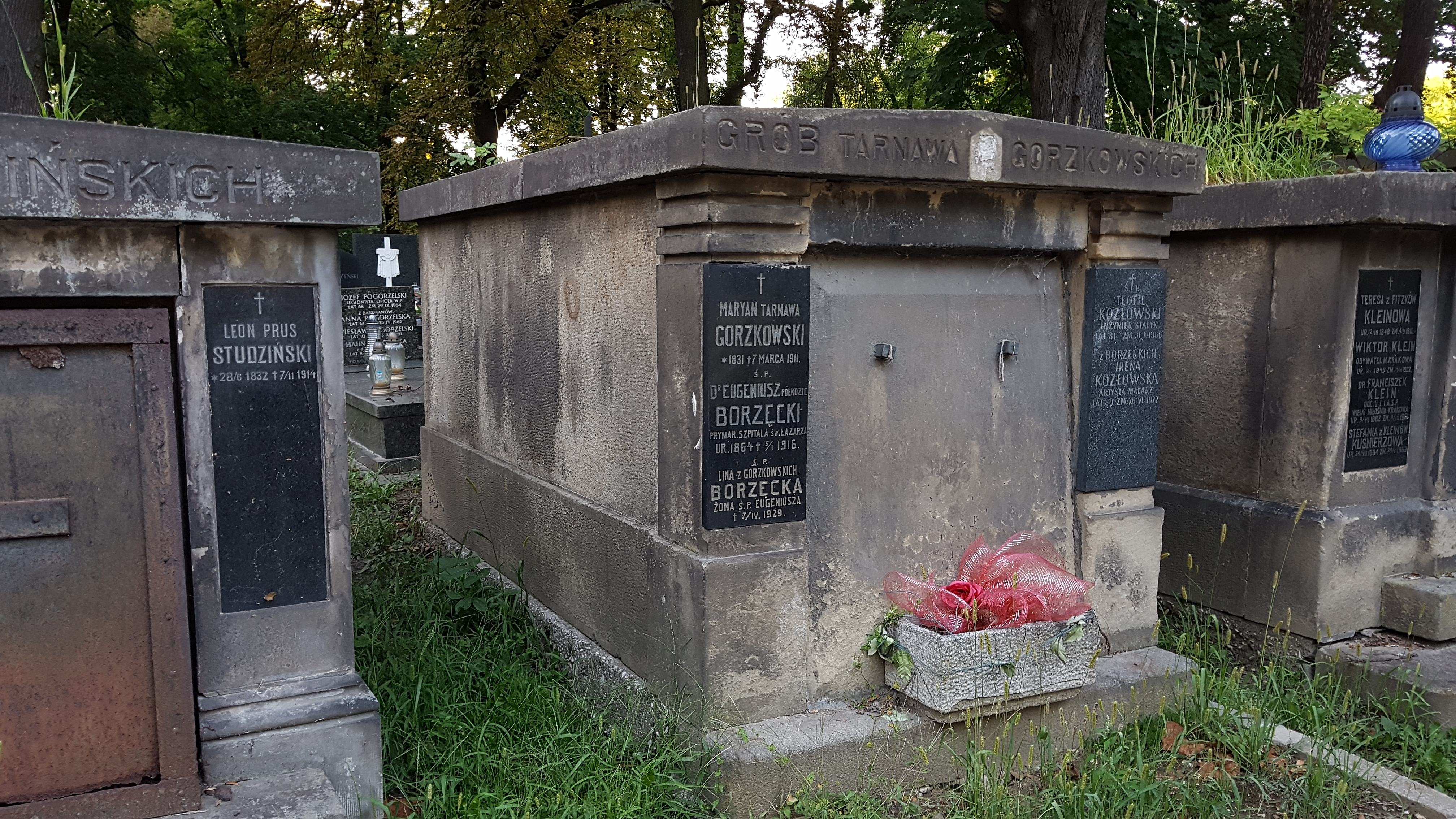
Grób Mariana Gorzkowskiego na krakowskich cmentarzu Rakowickim

Marian Gorzkowski herbu Tarnawa (ur. 1830 w Białocerkwi, zm. 7 marca 1911 w Krakowie) – pisarz, autor dzieł naukowych, dramatów i powieści, kolekcjoner, sekretarz Szkoły Sztuk Pięknych w Krakowie,  powiernik Jana Matejki. 

## Życiorys
Po ukończeniu szkół w Humaniu i Żytomierzu oraz uniwersytetu w Kijowie wyjechał do Aten. W Grecji zgłębiał kulturę starogrecką. Stamtąd pojechał do Włoch, gdzie studiował teologię, po czym wrócił na Ukrainę. Prowadził badania nad archeologią, historią, heraldyką polską i ruską, których wyniki publikował w rozprawach. Kolekcjonował także książki, rękopisy, ryciny poświęcone historii państwa i kościoła w Polsce, Rosji i na Ukrainie. Zbiory te (biblioteka, dokumenty, obrazy, pierścienie), pozostawione w Gródku pod opieką Konstantego Wołodkowicza, spłonęły podczas pożaru dworu.
W 1870 roku przyjechał do Krakowa, a dwa lata później zamieszkał tu na stałe i przyjął obywatelstwo austriackie (Kraków był wówczas w zaborze austriackim). Zajmował się publicystyką (był redaktorem „Czasu”). W latach 1872–1873 dorywczo opracowywał także zbiory w Muzeum Narodowym w Krakowie.
W 1876 poznał się bliżej z Janem Matejką, o co systematycznie zabiegał. Podarował malarzowi czepiec i pierścień do jego kolekcji; podziwiał Matejkę, ofiarowywał mu swoje usługi jako znawca spraw ruskich i narzucał się z pomocą. Wkrótce ich przyjaźń zacieśniła się i Gorzkowski stał się powiernikiem malarza. Załatwiał jego sprawy domowe i majątkowe, został również sekretarzem jego jak i Szkoły Sztuk Pięknych, której dyrektorem był Matejko. 
Matejko sportretował swojego powiernika w kilku dziełach: w Bitwie pod Grunwaldem (1878), w Utopionej w Bosforze jako oprawcę (1880), w Hołdzie pruskim (1882) i w Wernyhorze jako spisującego proroctwo (1883). Wykonał także kilka karykatur Gorzkowskiego i ołówkowy portret jego żony. Gorzkowski zgromadził sporą kolekcję dzieł malarza, obejmującą 243 dzieła: obrazy olejne, rysunki i akwarele.
Po śmierci Matejki i przekształceniu SSP w Akademię Sztuk Pięknych przeszedł na emeryturę.

## Publikacje
Jego działalność literacka obejmuje różnorodne dzieła:
- rozprawy o charakterze naukowym, zwłaszcza dotyczące Ukrainy[6],
- dramaty i komedie o tematyce historycznej[7],
- jedną powieść pt. Księdzówna (wyd. Kraków 1876 i 1877),
- publikacje poświęcone Janowi Matejce – komentarze do jego obrazów, katalog prac, omówienia twórczości, pamiętnik, m.in.
  - Wskazówki do nowego obrazu J. Matejki Hołd Pruski (Kraków 1882),
  - Wskazówki do nowego obrazu J. Matejki Sobieski pod Wiedniem (Kraków 1883),
  - Wskazówki do dawniejszego obrazu J. Matejki Kazanie Skargi (Kraków 1884),
  - Wskazówki do nowego obrazu J. Matejki Wernyhora z pobieżnym opisem o Kozakach w ogóle (Kraków 1884)[8],
  - Wskazówki do najnowszego obrazu J. Matejki Kościuszko pod Racławicami, wykończonego w kwietniu 1888 r. (Kraków 1888),
  - Wskazówki do objaśnienia jedenastu obrazów J. Matejki przeznaczonych do Politechniki Lwowskiej (Kraków 1895 i "Gazeta Lwowska" 1895),
  - O artystycznych czynnościach J. Matejki począwszy od jego lat najmłodszych, to jest od r. 1850 do końca r. 1881, z dodaniem niektórych szczegółów do tegoż okresu odnoszących się (Kraków 1882),
  - J. Matejko, epoka lat jego najmłodszych, uzupełnione trzema portretami. Z dziennika prowadzonego w ciągu lat siedemnastu (Kraków 1896),
  - J. Matejko, epoka lat dalszych do końca życia artysty, z dziennika prowadzonego w ciągu lat siedemnastu (Kraków 1898) – pamiętnik Gorzkowskiego, opisujący życie i twórczość Matejki w okresie ich znajomości; do dziś ważne źródło informacji na temat malarza.